# Plagusiinae
De Plagusiinae vormen een onderfamilie van krabben (Brachyura) uit de familie Plagusiidae.

## Geslachten
De Plagusiinae omvatten de volgende geslachten:
- Davusia Guinot, 2007
- Euchirograpsus H. Milne Edwards, 1853
- Miersiograpsus Türkay, 1978
- Plagusia Latreille, 1804